# A.J. Foyt
Anthony Joseph Foyt, Jr., detto AJ (Houston, 16 gennaio 1935) è un ex pilota automobilistico statunitense, vincitore di quattro edizioni della 500 Miglia di Indianapolis (1961, 1964, 1967 e 1977) e di 7 campionati USAC.
Vincitore di due delle tre prove del Triple Crown (Indianapolis e Le Mans), è l'unico pilota al mondo ad aver vinto la Daytona 500, la 24 Ore di Le Mans e la 500 Miglia di Indianapolis. Vincitore anche della 24 Ore di Daytona, inoltre, con 67 vittorie detiene il record assoluto dei successi nelle gare di American Championship car racing (campionati per vetture a ruote scoperte statunitensi).

## Biografia
Pilota eclettico, è tra i pochi ad aver ottenuto successi sia con le vetture a ruote scoperte, sia con quelle a ruote coperte. Tra il 1950 e il 1960 la 500 Miglia di Indianapolis faceva parte del Campionato mondiale di Formula 1, per questo motivo Foyt ha all'attivo anche 3 Gran Premi nella massima serie motoristica internazionale per vetture a ruote scoperte.
Ritiratosi dalle competizioni agonistiche nel 1993, ha fondato la A. J. Foyt Enterprises, la quale prende parte ai campionati NASCAR, USAC/IRL e CART.

## Il record dei sette titoli
Assieme a Michael Schumacher e Lewis Hamilton, è l'unico pilota della storia ad aver vinto 7 titoli con vetture "a ruote scoperte" (serie americane AAA/USAC/IRL, CART/CCWS o Formula 1); titoli conquistati tra il 1960 e il 1979.
Tuttavia, va precisato che tra i piloti di campionati per vetture "a ruote coperte" (Stock car, Sport Prototipo e Gran Turismo), sono riusciti in questa impresa anche gli statunitensi Richard Petty, Dale Earnhardt e Jimmie Johnson. Tra il 1964 ed il 1979 Petty vinse sette titoli tra "NASCAR Grand National Series" e "NASCAR Winston Cup Series" (oggi rinominate in NASCAR Sprint Cup Series) e Earnhardt Sr. conquistò sette titoli "Winston Cup Series" tra il 1980 ed il 1994.

## Palmarès

### American Championship car racing
- 7 volte  in USAC Championship Car (1960, 1961, 1963, 1964, 1967, 1975 e 1979)

### 500 miglia di Indianapolis
- 4 volte  (1961, 1964, 1967 e 1977)

### 24 Ore di Le Mans
- 1 volta  (1967)

### 24 Ore di Daytona
- 2 volte  (1983 e 1985)

### Daytona 500
- 1 volta  (1972)

### Risultati in Formula 1
| 1958 | Scuderia       | Vettura             |  |  |  |     |  |  |  |  |  |  |  | Punti | Pos. |
| ---- | -------------- | ------------------- |  |  |  | --- |  |  |  |  |  |  |  | ----- | ---- |
| 1958 | Dean Van Lines | Kuzma Indy Roadster |  |  |  | Rit |  |  |  |  |  |  |  | 0     |      |

| 1959 | Scuderia       | Vettura             |  |    |  |  |  |  |  |  |  |  |  | Punti | Pos. |
| ---- | -------------- | ------------------- |  | -- |  |  |  |  |  |  |  |  |  | ----- | ---- |
| 1959 | Dean Van Lines | Kuzma Indy Roadster |  | 10 |  |  |  |  |  |  |  |  |  | 0     |      |

| 1960 | Scuderia               | Vettura           |  |  |     |  |  |  |  |  |  |  |  | Punti | Pos. |
| ---- | ---------------------- | ----------------- |  |  | --- |  |  |  |  |  |  |  |  | ----- | ---- |
| 1960 | Bowes Seal Fast Racing | Kurtis Kraft 500H |  |  | Rit |  |  |  |  |  |  |  |  | 0     |      |

| Legenda | 1º posto     | 2º posto | 3º posto    | A punti         | Senza punti/Non class.  | Grassetto – Pole position Corsivo – Giro più veloce |
| Legenda | Squalificato | Ritirato | Non partito | Non qualificato | Solo prove/Terzo pilota | Grassetto – Pole position Corsivo – Giro più veloce |